# آکواریوم خلیج مونته‌ری

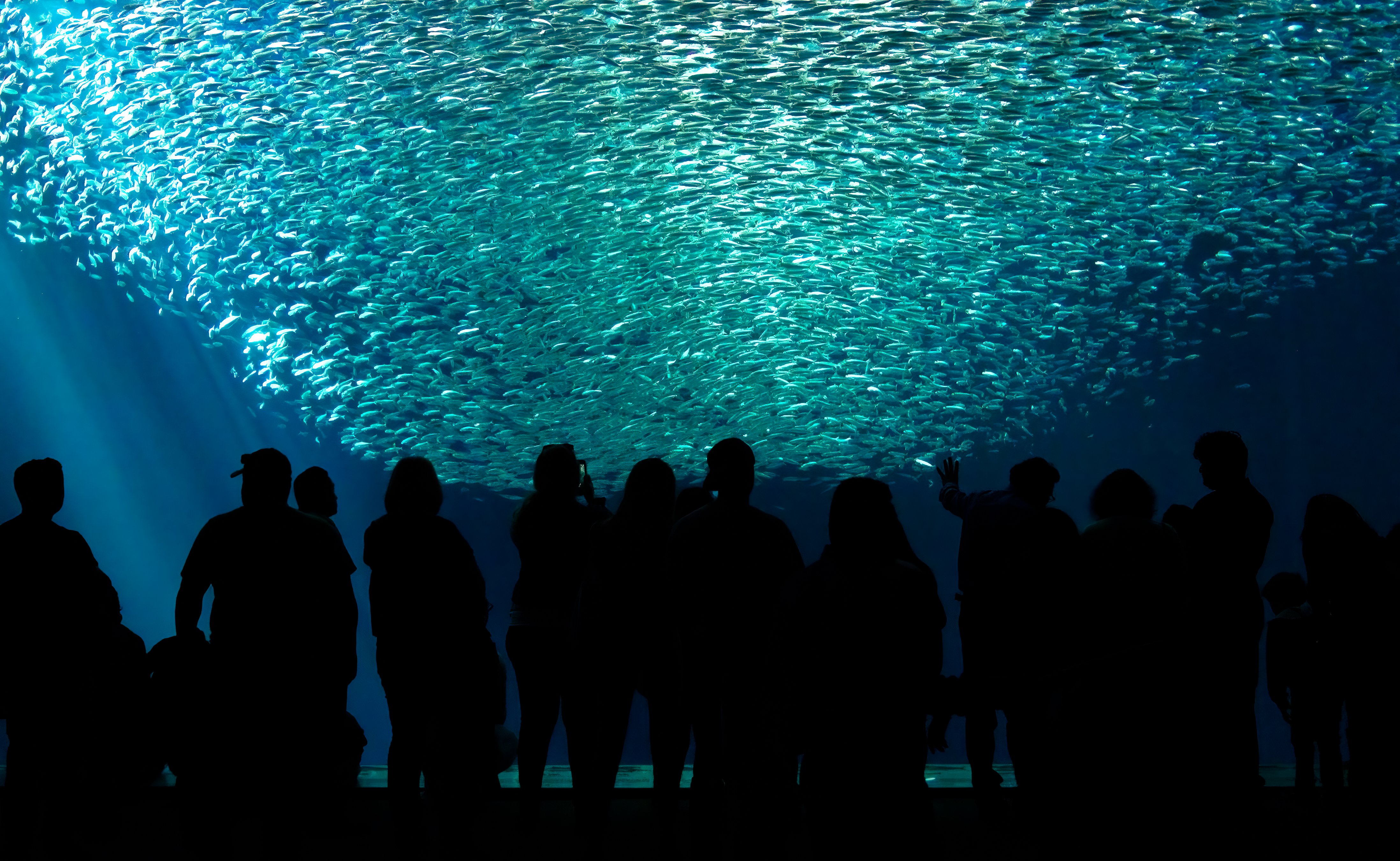
نگاره‌ای از بازدیدکنندگان آکواریوم خلیج مونته‌ریدر حین تماشای آرایش گلِه‌ای ماهی‌های ساردین در لایهٔ سطحی آب.

آکواریوم خلیج مونته‌ری (به انگلیسی: Monterey Bay Aquarium)، یک آکواریوم عمومی غیرانتفاعی‌در مونته‌ری، کالیفرنیا آمریکا است. این آکواریوم در اکتبر ۱۹۸۴ افتتاح شد. پیشنهادها اولیه برای ساخت این آکواریوم عمومی در شهرستان مونته‌ری موفقیت‌آمیز نبود تا اینکه در اواخر دهه ۱۹۷۰ گروهی از چهار زیست‌شناس دریایی وابسته به دانشگاه استفورد این مفهوم را دوباره مورد بررسی قرار دادند. این آکواریوم در محل یک کارگاه کنسرو فروشی تعطیل شده ساردین ساخته شد آکواریوم خلیج مونتری هر ساله حدود دو میلیون بازدید کننده دارد.